# Vườn quốc gia Croajingolong
Vườn quốc gia Croajingolong là một vườn quốc gia nằm ở Đông Gippsland, thuộc bang Victoria, Úc. Nó nằm cách Melbourne khoảng 450 km về phía đông và cách Sydney khoảng 500 km về phía nam. Vườn quốc gia này có diện tích 88,35 ha (218.330 mẫu Anh) và là một khu dự trữ sinh quyển thế giới được UNESCO công nhận vào năm 1977. Tên của nó xuất phát từ Tiếng thổ dân Úc Gunai, galung có nghĩa là "thuộc về" và có nghĩa là "đông".

## Mô tả
Phía nam của vườn quốc gia là bờ biển Tasman, phía tây là sông Bemm còn phía đông là thị trấn Mallacoota. Ranh giới phía bắc của nó bao gồm những vùng đất thấp và những ngọn đồi. Toàn bộ vườn quốc gia trải dài theo bờ biển với những mũi đất, đảo đá, bãi cát..
Nằm kề với vườn quốc gia là Khu bảo tồn Tự nhiên Nadgee của tiểu bang New South Wales tạo thành một khu dự trữ sinh quyển thế giới tại Úc. Nó có chứa các hệ sinh thái, môi trường sống, gen loài được quản lý bền vững. Vườn quốc gia bao quanh Vùng hoang dã Sandpatch tiếp giáp với Vùng hoang mạc Cape Howe, Công viên hải dương quốc gia Cape Howe và Khu bảo tồn Tự nhiên Nadgee.
Phần phía đông là một vùng chim quan trọng của BirdLife International khi nó là nơi cư trú của loài Bồ câu phương đông và loài Chích bụng vàng

## Hoạt động
Phong cảnh đa dạng của ven biển bao gồm những tảng đá lớn, những bãi biển cát dài, những đụn cát ven biển và những con sông làm cho vườn quốc gia trở thành điểm đến phổ biến cho việc đi bộ, bơi lội, lặn biển và chèo thuyền kayak.